# Celestial (Comic)
Die Celestials sind fiktive Charaktere, die in amerikanischen Comics von Marvel Comics erscheinen. Als kosmische Wesen dargestellt, debütierten sie im Bronzenen Zeitalter der Comics und sind seitdem zahlreiche Male wieder aufgetaucht. Sie erschienen auch in den Marvel Cinematic Universe Live-Action-Filmen Guardians of the Galaxy (2014), Guardians of the Galaxy Vol. 2 (2017), Eternals (2021) und Thor: Love and Thunder (2022).

## Veröffentlichungsgeschichte
Die Celestials debütierten in The Eternals #1 (Juli 1976) und wurden vom Autor und Künstler Jack Kirby erschaffen. Sie traten als regelmäßige Charaktere in drei nachfolgenden limitierten Serienfortsetzungen auf: The Eternals vol. 2 #1–12 (Okt. 1985 – Sept. 1986), Eternals vol. 3 #1–7 (Aug. 2006 – Feb. 2007) und Eternals vol. 4 #1–9 (Aug. 2008 – Mai 2009).
Die Charaktere wurden auch in anderen Titeln vorgestellt, darunter die "Celestial Saga" in Thor Annual #7 (1978), Thor #283-300 (Mai 1979 – Okt. 1980), Thor #387-389 (Jan. – März 1988), Quasar #24 (Juli 1991), Fantastic Four #400 (Mai 1995), X-Factor #43-46 (Aug. – Nov. 1989) und #48-50 (Dez. 1989 – Jan. 1990). Die erste detaillierte Darstellung der Herkunft der Celestials wurde schließlich in The Ultimates 2 #6 (2017) präsentiert.

## Fiktive Geschichte
Die Herkunft der Celestials war lange unbekannt, wobei viele Arten im Mainstream-Universum von Marvel nur unbestätigte Legenden über ihre Anfänge hatten – bis zum sogenannten Eternity War, als bedeutende Enthüllungen über die Celestials durch die mysteriöse kosmische Entität "Queen of Nevers" bekannt gegeben wurden.
Am Anfang der Schöpfung selbst, vor unzähligen Milliarden von Jahren, vor der gegenwärtigen kosmischen Ordnung, bestand die Schöpfung aus einem einzigen und empfindungsfähigen Universum, dessen allmächtige Intelligenz als das Erste Firmament bezeichnet wurde. Über unzählige Zeitalter hinweg war das Erste Firmament das einzige Wesen in der Schöpfung, bis seine Einsamkeit unerträglich wurde. Es beschloss, das erste Leben in der Schöpfung zu erschaffen, um ihm Gesellschaft und Diener zu geben – eine Handlung, die es bereuen würde. Diese Diener, kosmische Wesen einer geringeren Machtordnung, waren von zwei Arten: schwarze und bunte humanoide Diener. Die schwarzen Diener gehorchten und verehrten ihren Schöpfer pflichtbewusst. Sie erschufen sogar ihre eigenen Diener und suchten die einfache Ordnung, die ihr Schöpfer für alle Zeiten vollständig und unveränderlich gemacht hatte, zu bewahren. Das Erste Firmament nannte diese loyalen Wesen Aspiranten und war sehr erfreut über ihre Ziele und den Wunsch, den Status quo seiner Herrschaft beizubehalten. Die bunten jedoch hatten völlig andere Werte und Wünsche als die Aspiranten. Als "Rebellen" vom Ersten Firmament betrachtet, wollten sie eine dynamische, vielfältige und ständig weiterentwickelnde Realität, in der Wesen lebten, lernten, sich vermehrten, alterten und starben, um sich langsam durch Evolution zu verbessern. Die Rebellen wollten dies mit dem langfristigen Ziel, überlegene kosmische Wesen zu produzieren, die die Macht haben, ihre eigenen Universen zu erschaffen, und dass das Universum mit ihnen weiterentwickelt, während sie sich in diesen Zustand vorwärts bewegen. Diese waren die Wesen, die eines Tages von geringeren Lebensformen als "Die Celestials" bezeichnet werden würden.
Die beiden gegnerischen Fraktionen der Kinder des Ersten Firmaments konnten nicht friedlich miteinander auskommen und der daraus resultierende Krieg zerstörte fast das erste Universum. Irgendwann während des Krieges schufen die Aspiranten eine nun verlorene Hyperwaffe namens Godkiller, einen im Weltraum schwebenden 7.600 Meter hohen humanoiden Roboter, der selbst die Celestials in den Schatten stellte. Er wurde von einem kosmischen Artefakt angetrieben, das später als das Herz der Voldi bezeichnet wurde (nach der Spezies, die es adoptieren würde) und von genetisch manipulierten Piloten bedient. Während des Krieges zerstörte der Godkiller unzählige Milliarden von Celestials und brachte sie an den Rand der Auslöschung. Zu diesem Zeitpunkt brach aus unbekannten Gründen ein Bürgerkrieg unter den Aspiranten aus, der dazu führte, dass der Godkiller wichtige Teile für Waffen verlor. Diese Spaltung innerhalb der Aspiranten gab den Celestials die Chance, sich zu erholen und ihren letzten Widerstand zu leisten. In der finalen Schlacht gegen die Aspiranten zündeten die Celestials ihre ultimativen Waffen, die das Erste Firmament zerrissen und es fast töteten. In einer verzweifelten Selbstschutzreaktion nahm die Kernessenz des Ersten Firmaments die überlebenden Aspiranten mit und floh aus der Realität. Im Zuge seiner fast vollständigen Zerstörung verdichteten sich die größten Fragmente des Ersten Universums zu einem neuen kosmischen Wesen, das aus mehreren Realitäten bestand. Dies war die Geburt des Zweiten Kosmos und des Ersten Multiversums. Nach der Geburt des ersten Multiversums ließen sich die "Rebellen" in ihm nieder, vermehrten sich und begannen ihren umfangreichen Plan, auf den neugeborenen Welten innerhalb vergängliches, aber sich entwickelndes Leben zu schaffen und zu pflegen, ein allgemeiner Umriss des grundlegenden Plans, den die Celestials zur Gestaltung der Evolution des Lebens auf einem ausgewählten Planeten verfolgen, nachdem sich dort primitives intelligentes Leben entwickelt hat.
Dieser erste Besuch wird als Erste Schar der Celestials bezeichnet, nachdem der ausgewählte Planet beurteilt wurde, um die notwendigen Eigenschaften für eine effektive "Aussaat" zu besitzen. Die Celestials kehren dann für Nachfolgebesuche oder "Scharen" zurück, bei denen sie den Fortschritt des Zielplaneten überwachen und die von ihnen für angemessen erachteten Modifikationen oder Interventionen vornehmen. Diese Scharen wurden auf der Erde dokumentiert und wurden auch auf vielen anderen Planeten im gesamten Universum gefunden. Weitere wichtige Beispiele sind die Heimatwelt der Skrull, vor hunderten von Millionen von Jahren, und zahlreiche Sh'iar-Welten, wie z. B. die Heimatwelt des Gladiators.

### First Host
Während der Steinzeit sammelten die Celestials eine Reihe von Ureinwohnern und begannen mit genetischen Experimenten, um die zukünftige Entwicklung der Spezies zu bestimmen. Sie schufen zwei Unterarten aus den Ureinwohnern: Celestials, Deviants und eine mehrheitlich "normale" Linie, die möglicherweise in irgendeiner Weise modifiziert wurde, um ihre langfristige Entwicklung zu verbessern. Zum Beispiel besuchten die Celestials die Erde vor fast einer Million Jahren zum ersten Mal und pflanzten einen speziellen genetischen Code in die frühen Hominiden ein. Es wurde offenbart, dass diese implantierte DNA-Struktur nicht nur die Quelle für die Fähigkeit ausgewählter zufälliger Menschen ist, Superkräfte bei Exposition gegenüber gefährlichen Umweltkatalysatoren zu entwickeln, sondern auch die Entwicklung von gutartigen Mutationen ermöglicht hat, die das Vorhandensein von angeborenen potenziellen Superkräften bei Mutanten verursachten. Tatsächlich kamen die Himmlischen auf die Erde, um das Verschwinden eines Celestials zu untersuchen, nur um zu erkennen, dass die Erde möglicherweise Antikörper gegen die Horde-Infektion durch ihre mit Kräften ausgestatteten Bewohner erzeugen könnte.

### Second Host
Vor etwa 21.000 Jahren kehrten die Celestials zur Erde zurück für die Zweite Schar und fanden heraus, dass die Deviants ein riesiges Imperium auf der ganzen Welt auf dem Kontinent Lemuria erschaffen hatten, wo sie mit ihrer überlegenen Technologie die meisten primitiven menschlichen Stämme erobert hatten. Sie standen auch kurz davor, Krieg mit den ursprünglichen menschlichen Bewohnern des benachbarten Kontinents Atlantis zu führen. Die Celestials zerstörten dann Lemuria und versenkten es im Ozean, wodurch das Imperium der Deviants völlig zerschlagen wurde und indirekt auch Atlantis versank – sie zerstörten somit beide Kontinente und formten die Erde neu.

### Third und Fourth Host
Die Himmelsvater-Figuren der Erde (z. B. Odin, Zeus), die die Anwesenheit der Celestials und ihre Überwachung des Fortschritts der Erde ablehnten, versuchten, die Dritte Schar zu stoppen, wurden aber schnell übertroffen. Die Weltraumgötter erklärten dann, dass sie 1.000 Jahre später zurückkehren würden, um das Recht der Erde auf weiteres Bestehen zu beurteilen.
Die Himmelsväter entwickelten dann einen komplizierten Plan, um die Vierte Schar mit Hilfe des Odinschwertes und der Zerstörerrüstung zu stoppen, aber einmal mehr verhinderten die Celestials den Angriff und schmolzen die Zerstörerrüstung zu Schlacke, wobei die Lebenskräfte der Asen verstreut wurden. Die Erdmütter (wie Frigga und Hera) der Erde hatten jedoch eine friedliche Lösung geplant und boten zwölf perfekte Menschen an, was akzeptiert wurde und der Planet wurde vor dem Urteil verschont. Der Beurteilungsprozess auf einem anderen Planeten wurde von Thor beobachtet, der sah, wie der Celestial Arishem der Richter einen Exekutionscode an Exitar den Exterminator, einen 6.100 Meter großen Celestial, sandte, der Arishems "Urteil" vollstreckte. Exitar terraformte den betreffenden Planeten in ein Gartenparadies, wobei nur die "bösen" Bewohner zerstört wurden. Bei einer Gelegenheit beobachtete der Held Quasar eine Rasse, die den genetischen Test völlig misslang, wobei jedes lebende Wesen mit ihrem Planeten zerstört wurde.

### Fulcrum
Die Handlungen der Celestials standen im Widerspruch zur Politik der "Nichteinmischung", die von den kosmischen Wesen, den Wächtern, praktiziert wurde, und die beiden Rassen wurden zu Feinden. Die Celestials und ihre "Gegensätze", die Heuschrecken des Universums, kosmische insektenähnliche Wesen, die schließlich als die Horde bezeichnet werden würden, sind als Instrumente einer Entität etabliert, die als Der Angelpunkt bezeichnet wird (anscheinend ein Aspekt des One Above All), deren Zweck es ist, "Instrumente der Pflanzung/Schöpfung/Bevölkerung des Universums" zu sein.

### Knowhere
Einer der Celestials, der als erster in den Abgrund eintrat, verließ ihn nach der Zerstörung des 6. Kosmos und traf auf den dunklen älteren Gott Knull und nahm ihn zur Untersuchung auf. Wütend über die Celestials, die den Abgrund durch ihre Schöpfung des 7. Kosmos entweihten, manifestierte Knull eine Klinge aus lebendigem Abgrund aus seinem Schatten – und schuf so das erste All-Schwarze Necroschwert – und enthauptete den Celestial, was ihn als den ersten Tod im erneuerten Multiversum kennzeichnete.
Ein Team von Weltraumabenteurern, die Guardians of the Galaxy, finden und nutzen als Basis den abgetrennten Kopf eines Celestials, der in einem Bereich des Weltraums schwebt, der als "The Rip" bekannt ist. "Knowhere", wie die Struktur genannt wird, dient auch als häufiger Anlaufpunkt (komplett mit Markt und Bar) für Reisende aus allen Punkten des Raum-Zeit-Kontinuums. Die Basis wird von ihrem Sicherheitschef, Cosmo, einem telepathischen und telekinetischen sowjetischen Weltraumhund, der ursprünglich in den 1960er Jahren in der Erdumlaufbahn verloren ging, verwaltet. Dank des "Continuum Cortex" des verstorbenen Celestials können Reisende mit speziellen "Reisepass"-Armbändern augenblicklich zu jedem Punkt im Universum teleportieren.

### X-Termination
Am Anfang waren die Celestials unklug, Gott zu spielen, und dachten, dass es neben Leben und Schöpfung auch Tod und Zerstörung geben muss, also schufen sie die Exterminators, um diesen Tod und diese Zerstörung zu sein. Ihre Schöpfung wandte sich gegen sie und da sie ihre Schöpfung nicht töten konnten, sperrten sie die Exterminators in die Wände, die die Realitäten trennten. Aus ihren Fehlern lernend, schufen sie schließlich den Todes-Samen mit demselben Zweck. Die Exterminators blieben dort für Jahrtausende, bis die Wände anfingen zu knacken und begannen, zwischen den Universen zu teleportieren, was die Wände noch mehr schwächte und sie in der Lage waren zu entkommen. Dark Beast und eine alternative Version von Beast benutzten den träumenden Celestial, um ein Portal zu öffnen und durch Erde-295 zu reisen, was dazu führte, dass einer der Exterminators zur Erde-616 reiste und den träumenden Celestial entleerte. Bosnos, der siebte und höchste der Celestials, wurde geschickt, um die Zerstörung, die die Exterminators hinterlassen hatten, zu beseitigen.

### Das Ende des Siebten Multiversums
Während der Handlung von "Time Runs Out" wird enthüllt, dass die Beyonders alle Celestials in jeder Realität im gesamten Multiversum getötet haben, um ein Experiment durchzuführen, indem sie das Siebte Multiversum zerstören.

### Die Geburt des Achten Multiversums
Eine Reihe von Celestials aus dem gesamten Multiversum hatten den Angriff der Beyonders überlebt, indem sie in den Falten von Raum und Zeit Zuflucht gesucht hatten. Sie planten, ins Multiversum zurückzukehren, nachdem es nach dem "Secret Wars"-Event wiedergeboren wurde. Diese Wiedergeburt hatte jedoch eine unvorhergesehene Folge: Sie bot dem verbitterten First Firmament, das geduldig außerhalb gewartet hatte, die Möglichkeit, den neu geborenen und daher stark geschwächten Eternity anzugreifen, mit dem Ziel, das Multiversum zu zerstören und sich selbst wieder ins Zentrum der Schöpfung zu setzen. Das Firmament kettete Eternity zunächst an und begann dann, ihn sowohl mit seinen loyalen Aspirant-Agenten als auch durch die Kontrolle über die geringeren kosmischen Entitäten, die das kosmische Gleichgewicht in seinen Komponentenuniversen schützten, zu infiltrieren. Unter dem Einfluss des Firmaments zerstörten Master Order und Lord Chaos das wiedergeborene Living Tribunal vor Galactus dem Lifebringer und fanden dann ihren Diener, den In-Betweener, und verschmolzen gewaltsam zu einem neuen kosmischen Wesen, das viele Größenordnungen mächtiger war und sich selbst Logos nannte. Logos fand dann die überlebenden Celestials und zerstörte alle bis auf einen, der von der Königin der Nevers gerettet wurde.

### Fifth Host
Später, während sie den letzten Widerstand gegen das First Firmament beobachtet, enthüllt die Königin der Nevers den Grund, warum sie den One Above All gerettet hat. Indem sie ihn als Samen verwendet, erhebt sie die Celestials aufs Neue als ihre eigenen Avatare des Möglichen, was sie als die Fünfte Schar bezeichnet. Die Celestials traten dann gegen die Aspiranten des First Firmament an und besiegten sie.

### Final Host
Später wurde enthüllt, dass während der Steinzeit ein Celestial, der als "Der Gefallene" bezeichnet wurde, zur Erde kam. Er wurde als "verrückt" beschrieben, da er anscheinend nach etwas suchte und dabei in die Erde grub. Aufgrund der Gefahr, die er darstellte, bekämpften die Avengers der Steinzeit den Gefallenen und besiegten ihn, bevor sie ihn tief unter der Erde im heutigen Südafrika begruben. Dort wurde er von einer Gruppe von Archäologen gefunden und geweckt, nachdem sie die Höhle, in der er versiegelt war, freigelegt hatten. Der Gefallene rief dann die Endgültige Schar herbei, während er die Archäologen tötete, und wurde kurz darauf von Loki, dem asgardischen Gott des Unfugs, aus unbekannten Gründen angesprochen.

### Die geheime Herkunft des neuen Marvel-Universums
Einige Zeit später begannen Celestials buchstäblich auf die Erde zu "regnen", was die Avengers zwang, sich erneut zu vereinen und gerade rechtzeitig, um die Ankunft der letzten Schar zu sehen, die aus Dunklen Celestials besteht, die alle physisch einzigartig sind und es waren diejenigen, die ihre Brüder leicht ausschalteten. Bald darauf schien es, dass diese Dunklen Celestials im Bunde mit der Horde von Insekten sind, die aus dem Zentrum des Planeten strömen, und mit Loki. In dem Versuch, mehr über die Celestials zu erfahren, besuchten Iron Man und Doctor Strange die Eternals, nur um festzustellen, dass sie alle tot oder sterbend von selbst zugefügten Wunden waren. Ikaris wurde kaum lebend gefunden und benutzte seine letzten Worte, um Iron Man zu enthüllen, dass der Uni-Mind das Einzige ist, was die Endgültige Schar davon abhalten kann, die Horde vollständig zu entfesseln, als die Existenz eines toten Celestial, den Loki den Progenitor nennt, enthüllt wird.
Der Progenitor ist tatsächlich der erste Celestial, der jemals Fuß auf die Erde gesetzt hat, als sie noch ein unbedeutender Klumpen geschmolzenen Schlammes und völlig leblos war. Er kam nicht wegen irgendeines großartigen kosmischen Plans oder göttlichen Schicksals zur Erde, noch wählte er den Planeten bewusst aus, er kam nur, weil er sterbend und fallend war. Wie sich herausstellt, werden sogar die allmächtigen Celestials krank, und der Progenitor war hoffnungslos von der Horde infiziert. Als der Progenitor starb, mischten sich sein Blut und sein verrottendes Fleisch in die sich verändernden urzeitlichen Elemente des neu geformten Planeten und beeinflussten so den Verlauf der Erdentwicklung, da sie den Planeten zu einem einzigartigen Brutplatz für alle eines Tages kommenden Superkräfte machte.
Fünf Milliarden Jahre nach dem Tod des Progenitors und der Einverleibung seines Leichnams in die "Ursuppe" der Erde folgte schließlich ein anderer Celestial auf der Suche nach ihm. Dies war Der Gefallene, bekannt als Zgreb der Aspirant, der Geliebte des Progenitors und laut Loki wurde er verrückt durch den Anblick seines toten Geliebten, oder vielleicht durch die Wirkung der Horde, die sich an ihn heftete. In jedem Fall nahmen Odin und seine prähistorischen Avengers diesen Celestial in Angriff und ließen ihn tief in der Erde für tot. Schließlich brachte das Verschwinden von zwei Celestials Die Erste Schar zur Erde. Sie machten kurzen Prozess mit den prähistorischen Avengers, verließen aber nach der Schlacht die Erde, anstatt die Avengers oder die Erde zu zerstören. Loki vermutet, dass die Celestials befürchteten, selbst der Horde zu erliegen, und glaubten, es sei besser, Zgreb tief unter der Erde begraben zu lassen, um die Horde-Infektion einzudämmen. Dabei schufen sie zwei entgegengesetzte humanoide Spezies – die Eternals und die Deviants – um den Prozess unter dem falschen Eindruck zu verteidigen, dass sie tatsächlich die menschliche Rasse schützten.

### Dark Celestials
Als Loki Zgreb aus seinem langen Schlaf tief in der Erde weckte, entdeckte er, dass die Horde Zgreb nicht getötet hatte, sondern ihn stattdessen in Zgreb den Trauernden verwandelt hatte, eine neue Rasse, die als Dunkler Celestial bekannt ist. Zusammen mit dem Rest seiner Art, die kollektiv als die Endgültige Schar bekannt sind, haben sie jeden anderen Celestial getötet oder infiziert, deren tote Körper nun die Erde bedecken und die Horde nähren.
Als der gesamte Planet aufgrund der Handlungen der Endgültigen Schar in Panik gerät, erkennen die Helden endlich, warum die Celestials den Planeten Erde nicht gereinigt haben, als sie die Chance dazu hatten. Sie sahen das Potenzial, ein Gegenmittel zur Bekämpfung der Horde zu züchten, und so warteten sie, besuchten den Planeten hin und wieder, um zu sehen, ob das Heilmittel entwickelt worden war. Schließlich atmet die Welt erleichtert auf, als die Avengers, die ihre Kräfte durch den Uni-Mind (den Ikaris an Iron Man weitergegeben hat) vereinen, die Erde von der Horde befreien und die infizierten Celestials heilen. Die neu wiederbelebten Celestials besiegen dann die Dunklen Celestials.

### Infinity Wars
Im Infinity Wars-Event von 2018, als die Infinity-Steine erneut gesammelt werden, täuscht Loki seine eigene Version der Infinity-Wache innerhalb der Seelenwelt und stiehlt die sechs Steine, die dem Haupt-Marvel-Universum gehören, von Gamora. Er tut dies, um tief in den Steinbruch der Götter am Ende der Zeit einzutauchen, in dem er glaubt, unbegrenzte Macht zu finden. Aber als er eintritt, entdeckt er, dass die Steine am Boden des Steinbruchs keine Macht haben und zu gewöhnlichen Steinen werden. Darüber hinaus sieht er das Gebiet mit Tausenden von Steinen übersät, was bestätigt, dass dieser Steinbruch der Ursprung dieser mächtigen Artefakte ist und sie aktiv abgebaut werden. Loki erkennt sofort die Bergleute als eine Gruppe einzigartiger Celestials (diese neue Gruppe könnte sehr wohl die älteste ihrer Art sein), die offensichtlich das Schicksal des Multiversums manipulieren, indem sie die Steine über das gesamte Multiversum verteilen.

### King in Black
Während der Handlung von "König im Schwarz" wird gezeigt, dass drei Celestials von Knull getötet wurden, deren Leichen von seinen Symbionten besessen wurden. Thor und Knull kämpfen später und Thor gewinnt die Oberhand, bis Knull Thor ablenkt, indem er seine von Symbionten besessenen Celestials herbeiruft und Thor in den Rücken sticht. Iron Man kommt an und benutzt seinen von Extremis infizierten Symbionten-Drachen, um die Kontrolle über die von Symbionten besessenen Celestials zu übernehmen.

### A.X.E.: Judgment Day
Während der Handlung von "A.X.E.: Judgment Day" arbeiten die Avengers und die Eternals, die sich nicht auf die Seite von Druig gestellt haben, daran, den Progenitor (der zum Avengers-Berg wurde) wiederzubeleben, als Druig das Hex weckt, um Krakoa anzugreifen. Dies sollte jedoch keine einfache Wiederbelebung sein. Stattdessen würden sie die "Programmierung" des Celestial neu schreiben und ein Wesen mit ihren eigenen Idealen schaffen. Dieser neue Gott würde, wenn sie Erfolg hätten, Druigs Krieg zwangsweise beenden. Nach dem Erwachen tat der Progenitor genau das und befahl dem Hex, zu gehen. Allerdings stellte der Progenitor auch schnell fest, dass die Bewohner der Erde sie zugrunde gerichtet hatten, und erklärte, dass sie vierundzwanzig Stunden Zeit hätten, sich mehr gut als böse zu beweisen, sonst würde er die Welt zerstören. Er bemerkt sofort Captain America, den er streng beurteilt und für gescheitert erklärt. Der Progenitor ist sich auch seiner eigenen Schwächen sehr bewusst und zeigte den Avengers, X-Men, Eternals und im Grunde der gesamten Menschheit eine Zukunft seines Todes, die die Menschheit auch erheblich verwüstete. Der Progenitor war geschickt genug, um sogar Jean Grey zu täuschen. Er setzt sein Urteil fort und erklärt Emma Frost, Destiny und Mystique zu Versagern, indem er sie als Beweis dafür anführt, dass die Zivilisten der Erde ihr Vertrauen nicht in Helden setzen können, um sie zu retten. Er gibt Kro jedoch ein positives Urteil und wird die anderen länger in Betracht ziehen. Cyclops besuchte später den Progenitor in der Arktis. Als er sein Urteil fällen will, erklärt Cyclops, dass er einen Wechsel des Schauplatzes beantragt, da nur Jean Grey ihn beurteilen kann und dass seine X-Men-Kollegen ihn später vielleicht tadeln könnten. Der Progenitor gibt Cyclops ein positives Urteil. Während der Progenitor auch den Deviants ein positives Urteil ausgesprochen hat, gab er auch Phastos ein positives Urteil, Makkari ein negatives Urteil, verschob Ajaks Urteil und wird Ikaris' Urteil länger in Betracht ziehen. Schließlich urteilte der Progenitor nach vielen Urteilen, dass die Menschheit unwürdig ist, und obwohl die Helden des Planeten sich gegen ihn vereinten, wurden sie dennoch besiegt. Der Progenitor forderte die Maschine, die die Erde ist, auf, sich selbst zu zerstören, aber die Maschine weigerte sich und Phastos konnte sie zurücksetzen, bevor der Progenitor sie zum Explodieren bringen konnte. In der Zwischenzeit infiltrierten einige der Eternals, X-Men, Sinister und Stark den Celestial, um seine Selbstzerstörung zu aktivieren, während sie weiterhin vom Progenitor beurteilt wurden. Als sie den Kern erreichten, überzeugten sie den Progenitor, dass er selbst nicht würdig ist, was dazu führte, dass er jeden von ihm verursachten Tod rückgängig machte und wieder zum Avengers-Berg wurde. Er stärkte auch Ajak, damit sie die Göttin sein konnte, die der Progenitor nicht sein konnte. Ein Aspekt des Bewusstseins des Progenitors existiert jedoch weiterhin und beobachtet weiterhin die Welt und ihre Bewohner. Er kommunizierte auch mit Starbrand und erzählte ihr Dinge, die sie wissen sollte, wie die Tatsache, dass ihre Kräfte ihre Lebensspanne verkürzten.

## Bekannte Celestial
- Arishem the Judge: Ein Celestial, der damit beauftragt ist, zu beurteilen, ob die Zivilisation eines Planeten leben oder sterben wird.
- Ashema the Listener: Ein Celestial, der zusammen mit Nezarr dem Rechner damit beauftragt ist, Franklin Richards zur Bewertung als neues Mitglied der Celestials zu holen.
- Blue Celestial: Der erste Celestial mit einer dokumentierten Geburt.
- Callus the Void: Einer der Celestials, der in einen Dunklen Celestial verwandelt wurde.
- Celestial Destructor: Ein Mitglied der Aspiranten, der vom Ersten Firmament geschickt wurde, um so viel Schaden wie möglich an Ewigkeit zu verursachen. Er wurde von den Avengers, X-Men, Ultimates und anderen unzähligen Helden konfrontiert und von den Magieanwendern mit einem Zauber aus dem Buch von Vishanti verbannt.
- Celestial Gardener: Ein Celestial, der mit der Pflege der Apocalypse-Entität auf der Erde beauftragt ist.
- Die Celestial Madonna: Ein Celestial, der im Jahr 114 n. Chr. im Palast von Zhang Heng ankam. Sie war zu dieser Zeit "schwanger" und wollte entweder die Erde oder den Mond konsumieren, um zu überleben, aber Zhang Heng überzeugte sie, stattdessen die Sonne zu konsumieren, was sie sofort tötete.
- Devron the Experimenter: Ein junger Celestial, der damit beauftragt ist, die Erde zusammen mit Gamiel dem Manipulator zu überwachen.
- Dreaming Celestial: Ursprünglich bekannt als Tiamut der Kommunikator; ein abtrünniger Celestial.
- Ea the Wise.
- Eson the Searcher: Der Celestial, der mit dem "Suchen" beauftragt ist.
- Exitar the Exterminator: Ein Celestial, der mit der Zerstörung des Lebens auf Welten beauftragt ist, die die Tests der Celestials nicht bestehen.
- Fallen alias Zgreb der Aspirant: Ein wahnsinniger Celestial, der während der Steinzeit zur Erde kam und anscheinend nach etwas suchte. Dieser Celestial war tatsächlich der Liebhaber des Progenitors und suchte nach ihm, bevor er von Odin und seinen prähistorischen Avengers besiegt und tief in der Erde zurückgelassen wurde. Als Loki Zgreb aus seinem langen Schlaf erweckte, entdeckte er, dass die Horde Zgreb nicht getötet hatte; stattdessen verwandelte die Horde ihn in einen Dunklen Celestial, jetzt bekannt als Zgreb der Trauernde.
- Gamiel the Manipulator: Ein junger Celestial, der damit beauftragt ist, die Erde zusammen mit Devron dem Experimentator zu überwachen.
- Gammenon the Gatherer: Ein Celestial, der damit beauftragt ist, Proben aller Lebensformen auf einem Planeten während eines Celestial Host zu sammeln.
- Godhead: Ein stiller Celestial, der damit beauftragt ist, den Planeten Viscardi zu beobachten. Nachdem die Bewohner ihren Wunsch geäußert hatten, mächtig wie er zu werden, erschuf er den Schwarzen Wirbel.
- Geun the Executioner: Ein menschlicher Wissenschaftler, der in einen Celestial verwandelt wurde.
- Groffon the Regurger: Ein obskurer Celestial, der Planeten zerstört. Er wird von Deadpool getötet, als er versucht, die Erde zu zerstören.
- Hargen the Measurer: Ein Celestial, der damit beauftragt ist, die Planeten zu vermessen oder zu quantifizieren, die die Celestials untersuchen.
- Jemiah the Analyser: Ein Celestial, der damit beauftragt ist, Lebensformproben zu analysieren.
- Kahltro the Tinkerer: Ein Celestial, der damit beauftragt ist, Zerstörungsinstrumente zu schaffen.
- Marazov the Penitent: Ein menschlicher Wissenschaftler, der in einen Celestial verwandelt wurde.
- Nezarr the Calculator: Ein Celestial, der Mathematiker ist und die Fähigkeit besitzt, Illusionen zu projizieren.
- The One Above All: Der Anführer der Celestials und vorübergehend als letzter lebender Celestial markiert.
- Obliteron: Einer der Celestials, der in einen Dunklen Celestial verwandelt wurde.
- Oneg the Prober: Ein Celestial, der mit Experimenten und Implementierungen beauftragt ist.
- Der Progenitor: Der erste Celestial, der die Erde besuchte. Dieser Celestial war während seiner Reise im tiefen Weltraum von der Horde infiziert worden, die ihn schließlich tötete. Eine neue Version des Progenitors wurde später wiederbelebt, um den Krieg der Eternals gegen die Mutantennation Krakoa zu beenden. Dieser Celestial begann dann zu beurteilen, ob die Zivilisation des Planeten Erde leben oder sterben wird.
- Red Celestial: Der Celestial, der damit beauftragt ist, den Blauen Celestial zur Welt zu bringen.
- Der Red/Blue Judge: Der Celestial, der damit beauftragt ist, zu beurteilen, ob die Zivilisation eines Planeten leben oder sterben wird.
- Scathan the Approver: Ein Celestial aus der alternativen Zeitlinie/Realität Earth-691, der damit beauftragt ist, Situationen zu genehmigen oder abzulehnen. Es scheint, dass Scathan auch in Earth-616, dem Prime Marvel Universe, existiert.
- Sternenkind: Ein "Variant Celestial", der Sohn der Celestial Madonna. Er wurde auf der Sonne nach dem Tod seiner Mutter geboren und von Leonardo da Vinci geborgen.
- Xodus the Forgotten: Ein mutierter M'Kraan, der in Earth-92131 zu einem Celestial entwickelt wurde.
- Tefral der Surveyor: Ein Celestial, der damit beauftragt ist, die Geographie von Planeten zu vermessen und zu kartieren.
- Valknar the Exhumer: Einer der Celestials, der in einen Dunklen Celestial verwandelt wurde.
- Ziran the Tester: Ein Celestial, der damit beauftragt ist, die Stabilität des genetischen Materials der Lebensformen zu testen, die sie verändern.

Marvel Kosmos